# Kietrz
Kietrzⓘ (em alemão: Katscher, em tcheco/checo: Ketř) é um município no sudoeste da Polônia, localizado na voivodia de Opole, no condado de Głubczyce e é a sede da comuna urbano-rural de Kietrz.
Está situado na parte sul do planalto de Głubczycki, no rio Troja (afluente direito do rio Psina na bacia do rio Óder).
Estende-se por uma área de 18,8 km², com 5 400 habitantes, segundo o censo de 31 de dezembro de 2024, com uma densidade populacional de 288 hab./km².

## Localização
Segundo dados de 1 de janeiro de 2010, a área do município é de 18,7 km².
Nos anos de 1975 a 1998, a cidade pertencia administrativamente à anterior voivodia de Opole.
Historicamente, Kietrz fica na Morávia, ou mais precisamente na área do enclave da Morávia cercado pelo território da Alta Silésia, anteriormente pertencente ao Bispado de Ołomouc.

## História

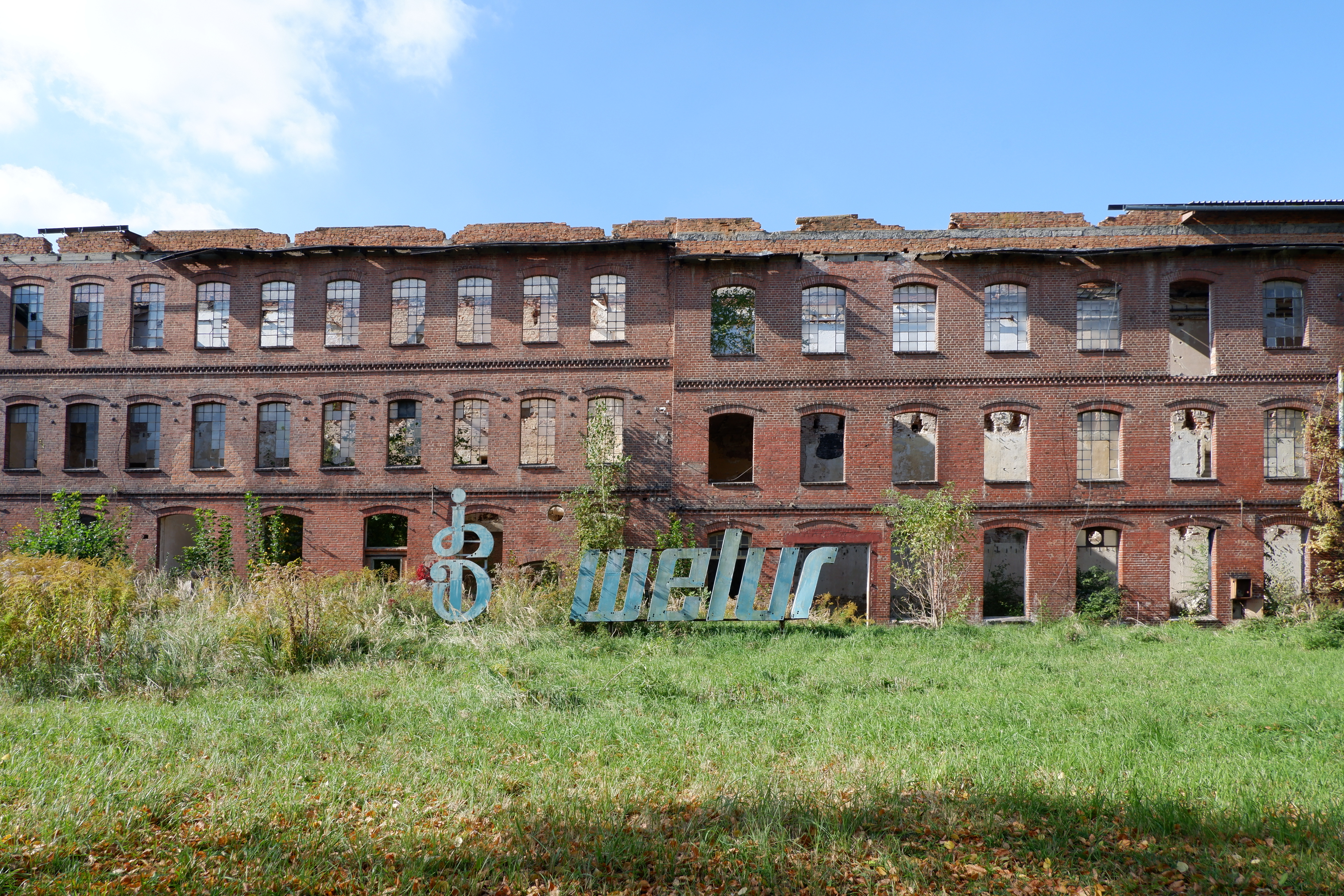
Antiga fábrica de tecidos decorativos WELUR

Kietrz era um povoado eslavo do século XI, fundado em 1321 pelo bispo Konrad de Olomouc.
Nos anos de 1557 a 1877, Kietrz foi propriedade da família silesiana von Gaschin. Kietrz e a área circundante eram propriedades do bispado de Olomouc desde a Idade Média, o que o tornou o chamado um enclave da Morávia na Silésia. No século XVIII, Kietrz foi submetido a uma inspeção fiscal em Prudnik. Após a Primeira Guerra da Silésia, a partir de 1742 tornou-se parte do Reino da Prússia e tornou-se o principal centro do distrito religioso de Kietrz, formalmente subordinado à Arquidiocese de Olomouc até 1972.
A tecelagem era uma das principais atividades dos habitantes de Kietrz. Em 1848, a fábrica têxtil de Samuel Fränkel com sede em Prudnik (mais tarde Indústria Têxtil “Frotex”) abriu sua filial de tecelagem em Kietrz. Na década de 1870, camponeses de Kietrz faziam parte da Prudnik Sociedade em comandita simples, fundada por Fränkel. Em 1905, Richard Keilholz assumiu a direção da Escola Real de Tecelagem em Kietrz. Uma tecelagem mecanizada com uma máquina de jacquard e fomentava a produção de tapetes “persas”. Após a eclosão da Primeira Guerra Mundial, Keilholz organizou um sistema de salas de costura artesanal em Kietrz, costurando roupas íntimas para o exército prussiano. A Escola de Tecelagem funcionou em Kietrz até 1935. Uma tentativa de criar uma fiação de linho subordinada à fábrica de Prudnik na fábrica de tapetes em Kietrz fracassou.
Durante a Segunda Guerra Mundial, em 1941, a Wehrmacht criou os campos de prisioneiros de guerra Stalag 338 e Stalag 348, nos quais foram presos, entre outros, poloneses e franceses, que posteriormente foram transferidos para Kryvy Rih e Rzeszów, respectivamente. Desde 1942, funcionou em Kietrz um dos campos de concentração alemães destinados aos poloneses da Silésia – o Polenlager 92.
Em 31 de março de 1945, o Exército Vermelho entrou em Kietrz. No dia seguinte, dois soldados soviéticos invadiram o convento das irmãs Franciscanas Missionárias e, em uma tentativa de estuprar uma delas, a irmã Maria Gabrielis foi morta a tiros. O centro histórico da cidade foi incendiado pelo exército soviético. Após a Segunda Guerra Mundial, as ruínas foram demolidas e os tijolos recuperados foram retirados da cidade. O desenvolvimento da cidade no pós-guerra esteve intimamente relacionado com a Fábrica de Tapetes “Velur” e a produção agrícola.
Depois de 1945, a população alemã que permaneceu em Kietrz foi deslocada para a Alemanha. Em maio de 1946, o nome atual Kietrz foi aprovado administrativamente.
Nos anos de 1945 a 1991, uma torre de vigia para as Forças de Proteção de Fronteira estava estacionada aqui. Em 16 de maio de 1991, a torre de vigia foi assumida pela Guarda de Fronteira e operou até 30 de junho de 2006, quando foi desmontada.

## Demografia
Kietrz está subordinada ao Escritório de Estatística em Opole, filial em Prudnik.
Conforme os dados do Escritório Central de Estatística da Polônia (GUS) de 31 de dezembro de 2024, Kietrz é uma cidade pequena com uma população de 5 400 habitantes (24.º lugar na voivodia de Opole e 543.º na Polônia), tem uma área de 18,8 km² (14.º lugar na voivodia de Opole e 332.º lugar na Polônia) e uma densidade populacional de 288 hab./km² (25.º lugar na voivodia de Opole e 751.º lugar na Polônia). Nos anos 2002-2024, o número de habitantes diminuiu 17,6%.
Os habitantes de Kietrz constituem cerca de 12,74% da população do condado de Głubczyce, constituindo 0,58% da população da voivodia de Opole.
| Descrição                         | Total      | Total    | Mulheres   | Mulheres | Homens     | Homens   |
| --------------------------------- | ---------- | -------- | ---------- | -------- | ---------- | -------- |
| unidade                           | habitantes | %        | habitantes | %        | habitantes | %        |
| população                         | 5 400      | 100      | 2 783      | 51,5     | 2 617      | 48,5     |
| superfície                        | 18,8 km²   | 18,8 km² | 18,8 km²   | 18,8 km² | 18,8 km²   | 18,8 km² |
| densidade populacional (hab./km²) | 288        | 288      | 148,3      | 148,3    | 139,7      | 139,7    |

## Monumentos históricos

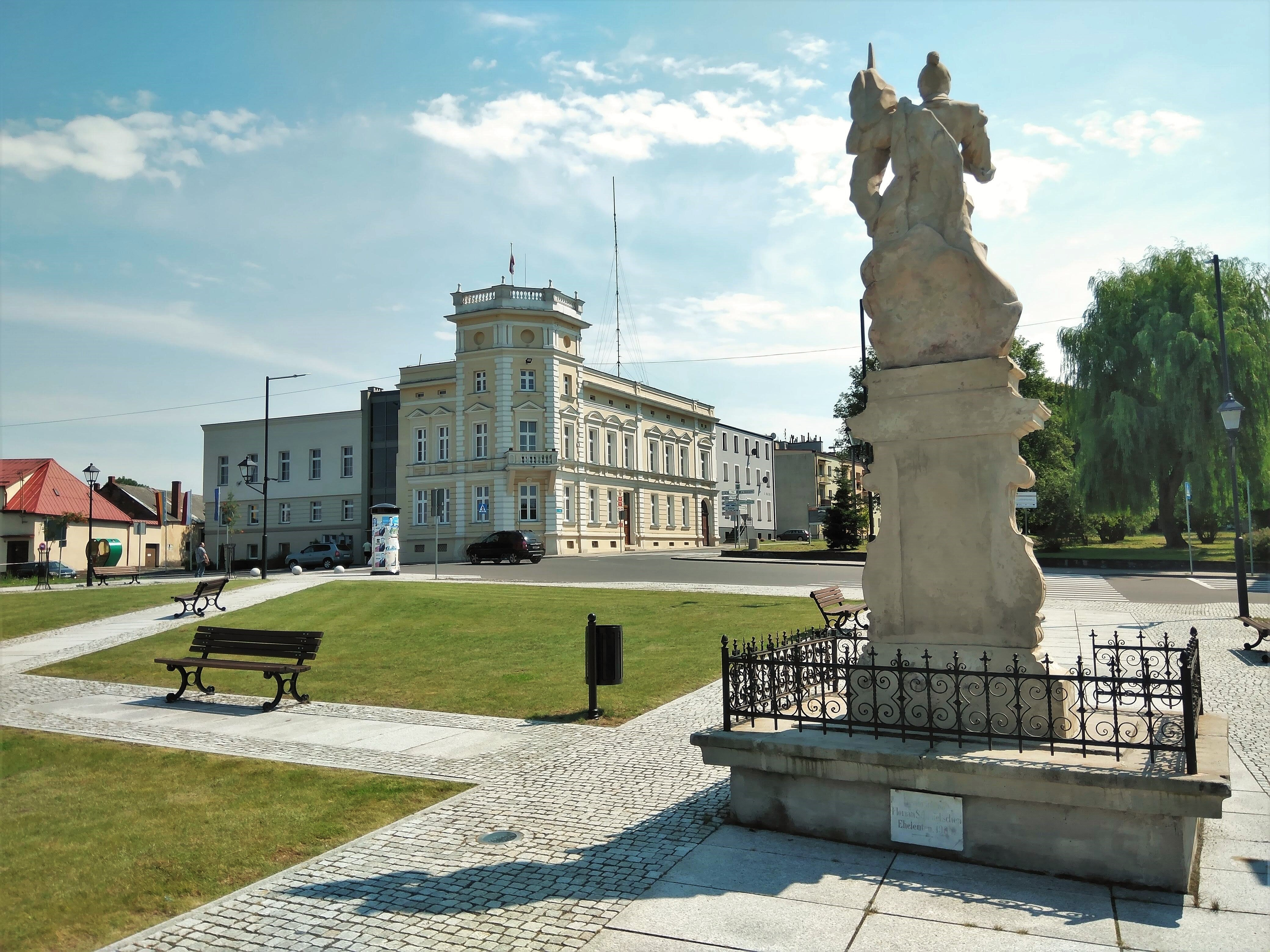
Estátua de São Floriano e a prefeitura

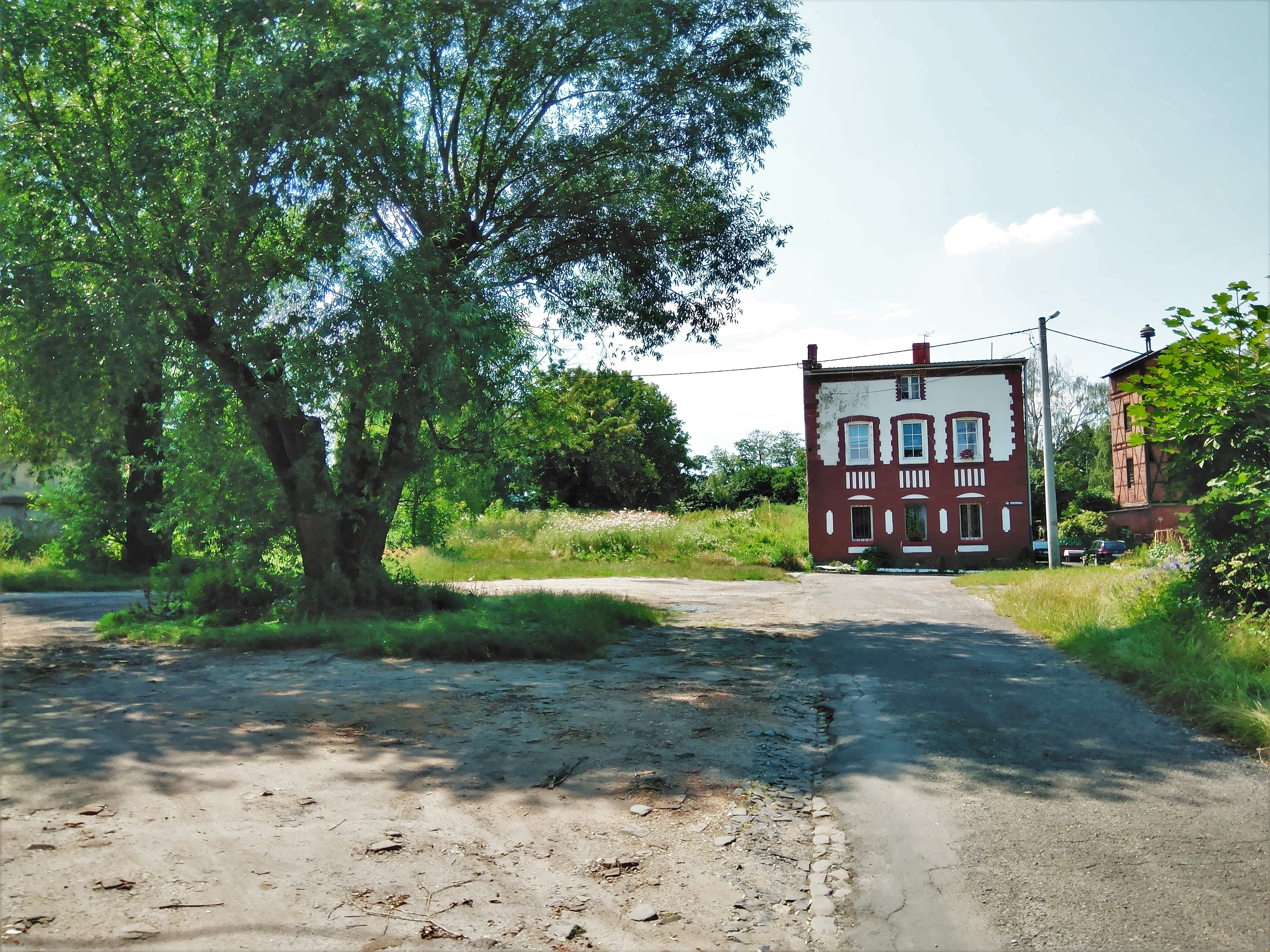
Vestígios dos antigos edifícios da Cidade Velha

Atualmente, o centro da cidade é dominado por edifícios modernos. Vários edifícios históricos e estátuas barrocas na praça principal foram preservados.
Estão inscritos no registro provincial de monumentos:
- Cidade Velha (inserida no livro de registro)
- Igreja paroquial de São Tomás, Apóstolo, pertence à diocese de Opole.
- Igreja dos Três Reis do mosteiro das Franciscanas Missionárias de Maria, rua Raciborska 81, construída nos anos de 1928 a 1929
- Capela do cemitério Santa Cruz, construída em 1783, meados do século XIX
- Casa paroquial, atualmente uma casa residencial, rua Kościelna 6, construída no século XVIII
- Ruínas do palácio-castelo, dos séculos XVI ao XIX
- Fazenda, rua Górska 2, construída por volta de 1800
  - Casa
  - Cerca com portão e postigo (não existente)
- Casa, rua Górska 6, construída em 1728
- Casa, rua Górska 16, início do século XIX (não existente)
- Casa de fazenda, rua Górska 32, construída no início do século XIX
- Casa de fazenda, rua Górska 40, construída no início do século XIX
  - Casa
  - Celeiro (não existente)
  - Cerca com um portão (não existente)

Outros monumentos:
- Estação ferroviária, atualmente uma casa residencial
- Cemitério judeu.

## Economia

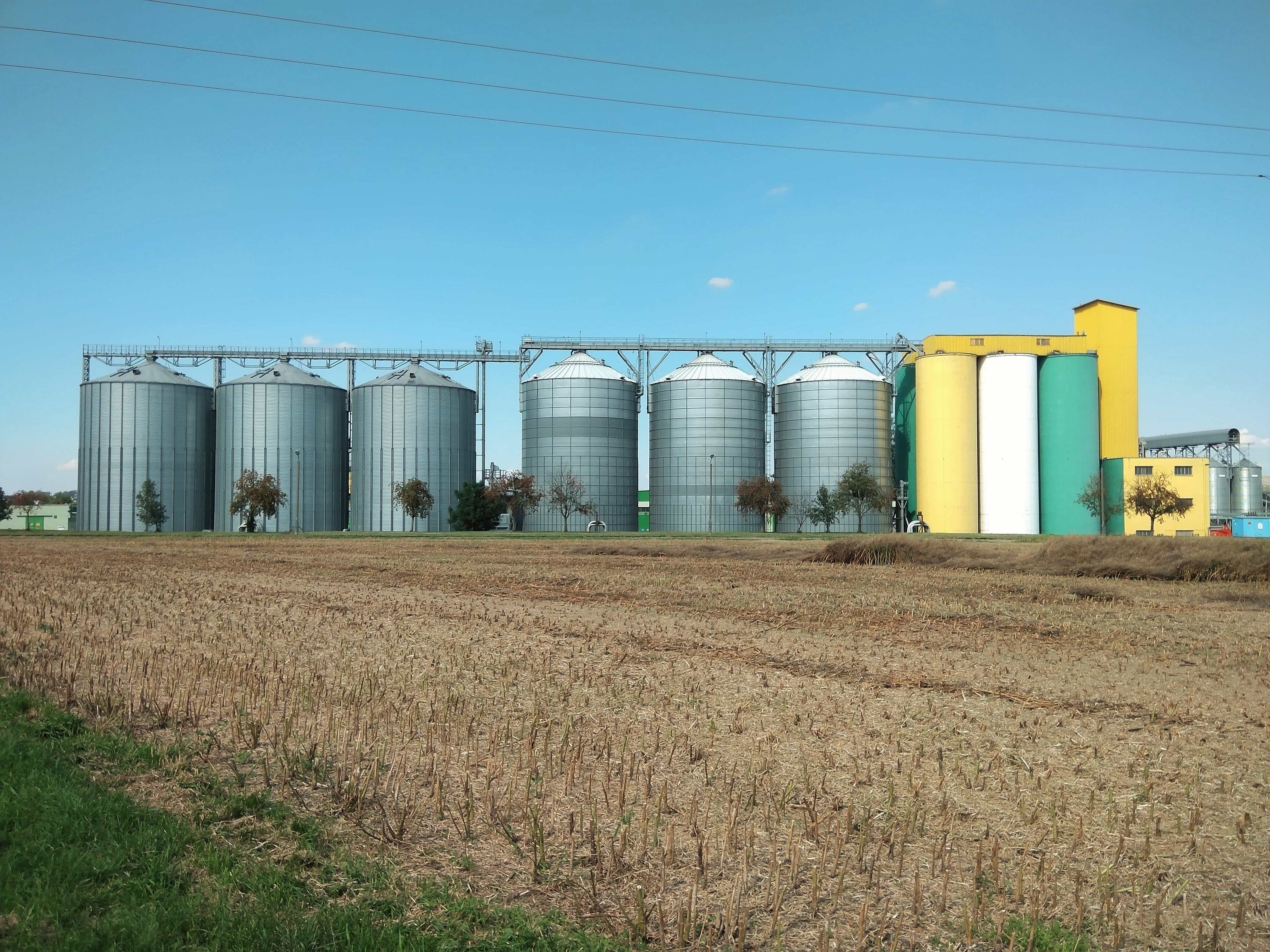
Empresa Kombinat Rolny “Kietrz”

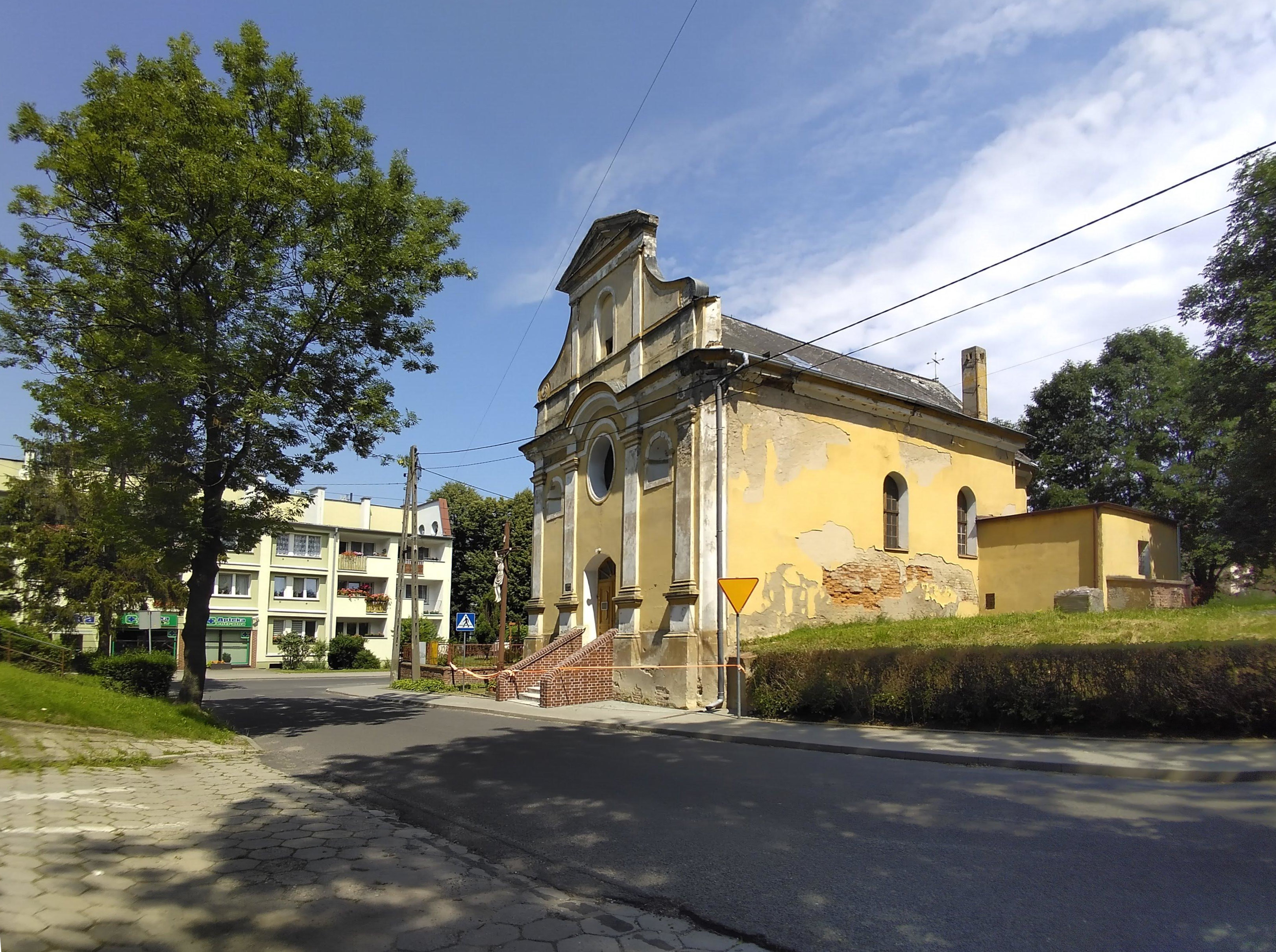
Capela da Santa Cruz

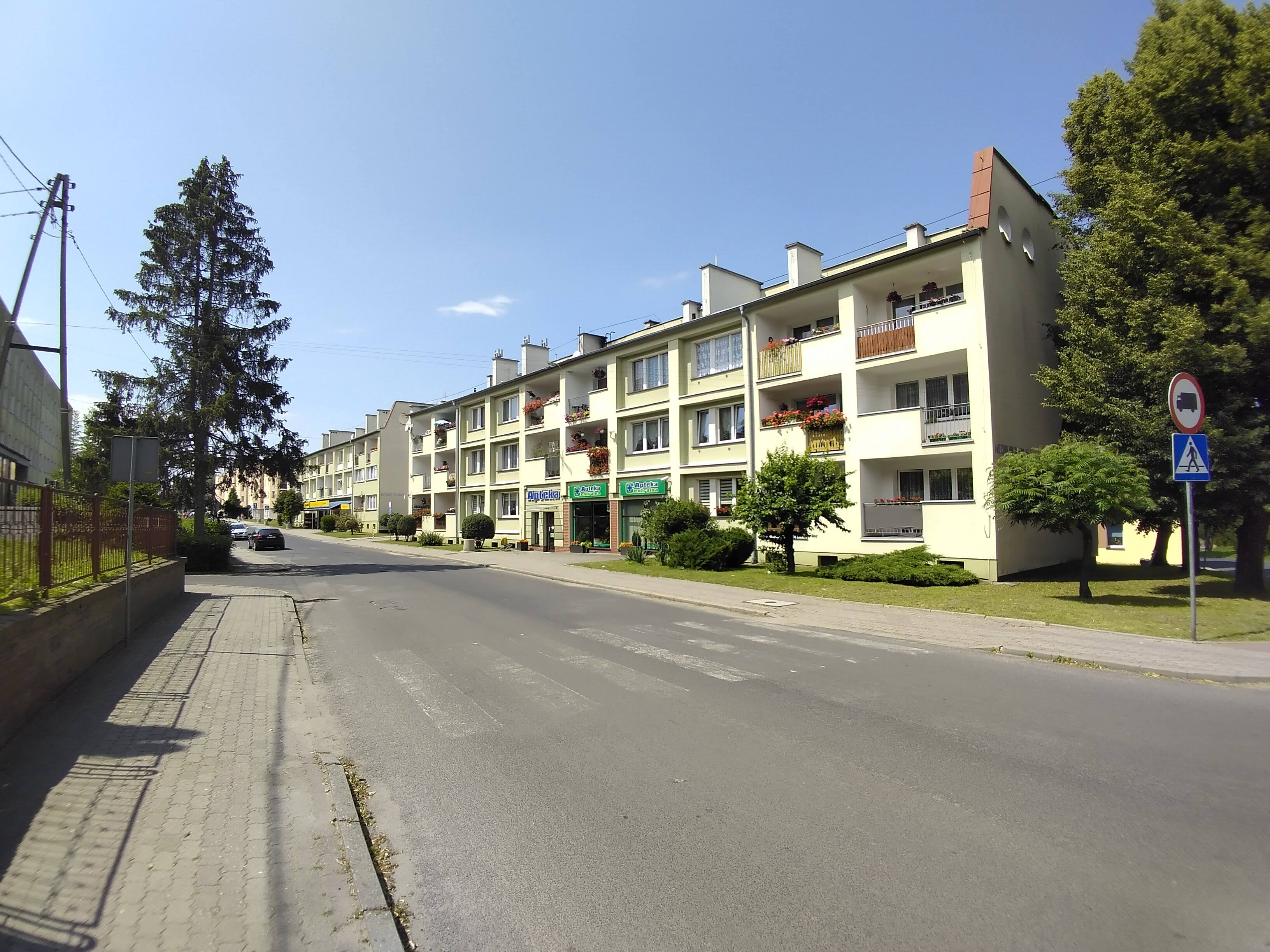
Rua Wojska Polskiego

A empresa Kombinat Rolny “Kietrz” Sp. z o.o, propriedade exclusiva da Fazenda do Estado, sucessora das Fazendas Agropecuárias Estaduais “Kietrz”. A fazenda, com uma área de 9002 hectares, foi fundada em 1993 e atua no setor de laticínios. Também está presente nos campos e cereais em grãos. Emprega mais de 300 pessoas e é muitas vezes referida coloquialmente como a última fazenda estatal polonesa — a única que opera apesar de estar em liquidação legal.
Em Kietrz, a construção de uma central de biogás com uma capacidade de 2 MW foi planejada em 2009–2011 a um custo de 40 milhões de PLN, mas em 2012 estes planos foram abandonados devido à oposição dos residentes.

## Comunidades religiosas
- Igreja Católica na Polônia:
  - Paróquia de São Tomás Apóstolo
  - Casa Religiosa das Franciscanas Missionárias de Maria
- Igreja Pentecostal:
  - Igreja de “Belém”[20]
- Testemunhas de Jeová:
  - Congregação, Salão do Reino

## Esportes
Em Kietrz existe um time de futebol chamado Włókniarz Kietrz, que jogou nas temporadas de 1999/2000, 2000/2001 e 2001/2002 na 2.ª (atualmente 1.ª) liga polonesa.

## Transportes
Duas estradas da voivodia atravessam a cidade:
- Kornice — Pietrowice Wielkie — Kietrz — Kozłówki — Nowa Cerekwia
- Kietrz — Dzierżysław — Pilszcz — fronteira  República Tcheca

Até 21 de dezembro de 2007, a passagem de fronteira Kietrz — Třebom operava na cidade.
A cidade de Kietrz é acionista da Poviat-Commune Transport Association “Pogranicze”, que organiza o transporte público de passageiros nos condados de Prudnik e Głubczycki.

## Segurança
A cidade possui uma unidade de bombeiros voluntários. A OSP Kietrz faz parte da Companhia de Bombeiros “Prudnik”.